# Abadín (parroquia)
Abadín (llamada oficialmente Santa María de Abadín) es una parroquia y una villa española del municipio de Abadín, en la provincia de Lugo, Galicia.

## Límites
Limita con las parroquias de Cándia, Cabaneiro, Fanoi, Frayás y Quende. 

## Geografía
Tiene una altitud media de 500 m s. n. m.

## Organización territorial
La parroquia está formada por diez entidades de población, constando siete de ellas en el nomenclátor del Instituto Nacional de Estadística español:
- Abadín o Provecende
- A Poceira
- Carballás (Os Carballás)
- Fernandaño
- Gontán
- O Convento
- O Correo
- Pedralva (Pedralba)
- Pedreiras
- Torre (A Torre)

## Demografía

### Parroquia
| Gráfica de evolución demográfica de Abadín (parroquia) entre 2000 y 2019 |
|                                                                          |
| Datos según el nomenclátor publicado por el INE.                         |

### Villa
| Gráfica de evolución demográfica de Abadín (villa) entre 2000 y 2019 |
|                                                                      |
| Datos según el nomenclátor publicado por el INE.                     |

## Comunicaciones
Está atravesada por la N-634 y la LU-133.

## Religión
Religiosamente, pertenece a la arciprestazgo de Terra Chá, diócesis de Mondoñedo-Ferrol. La partida bautismal más antigua del archivo parroquial data de 1738.

## Patrimonio
En el lugar de A Torre se encuentra la iglesia de Santa María de Abadín, ubicada en una colina que domina una extensa área de labradío, con el paisaje montañoso al fondo. Es de estilo románico de la primera mitad del siglo XII, con la capilla gótica del siglo XVI en estilo gótico isabelino y con una sacristía detrás de ella de un período posterior. La nave tiene una planta rectangular, con paredes de mampostería de granito y un techo a dos aguas. La fachada tiene un arco de medio punto con tacos grandes, un pequeño rosetón central con tracerías y una espadaña de un solo cuerpo con dos vanos. Está coronado por dos escudos a los lados de la fachada, en los que se distinguen las estrellas y la media luna de la casa de los Luaces, que se ha vinculado a esta parroquia desde 1574, los capiteles tienen los escudos de los Luaces, así como la llave de la bóveda de crucería; dos lápidas en el pavimento de piedra; retablo mayor de estilo renacentista popular y retablos laterales de traza popular y más moderna.
Junto a ella hay, además, un cruceiro hecho de granito en el atrio: consiste en una cruz florecida con las figuras de [Cristo] en el anverso y la Piedad en el reverso; capitel con ángeles a los lados y rollos en las esquinas, eje poligonal con la custodia y atributos de la Pasión de Cristo; con base piramidal troncal en dos escalones cuadrangulares y sin inscripción.
En los alrededores de esta iglesia se encuentra la ermita de Nuestra Señora de Fátima, lugar de celebración de una feria tradicional concurrida.